# Niklas Skoog
Pour les articles homonymes, voir Skoog.
Niklas Skoog est un footballeur suédois né le 15 juin 1974 à Göteborg. Il évolue au poste d'attaquant.

## Sélections
- 9 sélections et 4 buts avec la  Suède entre 2002 et 2004.

## Palmarès

### En club
Malmö FF
- Champion de Suède (1) : 2004

### Distinction personnelle
- Meilleur buteur du Championnat de Suède en 1995 et 2003.